# Ojiya
Ojiya (小千谷市?) è una città giapponese della prefettura di Niigata.